# Ernst Eulenburg (editorial)
Ernst Eulenburg és una editorial de música clàssica fundada per Ernst Eulenburg a Leipzig el 1874. Eulenburg és famosa per les seves edicions de butxaca de reconeguts compositors. El catàleg de l'empresa s'ha expandit amb el temps amb l'adquisició de Payne i Donajowski, entre d'altres. És responsable de revisions important de partitures de la talla del Don Giovanni o els Concerts per a piano de Mozart. A causa de la Segona Guerra Mundial la seu s'ha traslladat a diverses ciutats. Posteriorment va ser comprada per l'editorial Schott Music, que actualment edita les Edition Eulenburg. Les partitures publicades sota aquest títol són molt populars i reconegudes fàcilment per la seva mida i les seves caràtules de color groc brillant.